# Sun Is Shining (chanson de Bob Marley and the Wailers)
Pour l’article homonyme, voir Sun Is Shining (chanson d'Axwell Λ Ingrosso).
Pistes de Kaya
Is This Love
(3) Satisfy My Soul
(5)
Sun Is Shining est une chanson de Bob Marley. Enregistré pour la première fois sur l'album des Wailers, Soul Revolution en 1971 et republié sur la compilation African Herbsman, Marley la réenregistrera en 1978 pour son album Kaya. En 1999, une version reggae fusion remixée par Funkstar de Luxe, sort en single et rencontre un succès dans de nombreux pays, notamment au Royaume-Uni, où il atteint la troisième place des meilleures ventes de singles.
À noter que Sun Is Shining est crédité Lee Perry dans l'écriture de la chanson sur l'édition vinyle de African Herbsman et sur le remix de 1999, alors que Bob Marley est crédité comme auteur de la chanson sur l'album Kaya,. En 2004, Marley est crédité comme auteur de la chanson sur la réédition vinyle italienne d'African Herbsman. Sur le maxi 45 tours des remixes de Sun Is Shining par Funkstar de Luxe, la chanson est créditée Marley et Perry.

## Version de 1971
Chose rare, les musiciens qui accompagnement Bob Marley sur la version originale de Sun Is Shining ne sont pas les Wailers (Carlton Barrett à la batterie et son frère Aston à la basse), mais le groupe The Soul Syndicate, formé par George « Fully » Fullwood à la basse, Carlton « Santa » Davis à la batterie, Tony Chin à la guitare et Cleon Douglas à la guitare solo.

## VersionBob Marley vs. Funkstar de Luxe
Singles par Bob Marley
What Goes Around Comes Around
(1996) Turn Your Lights Down Low
(1999)
La chanson a été remixée en 1999 par le producteur danois de house music Funkstar De Luxe en utilisant la version du titre enregistrée en 1971. Il a été distribué par Club Tools, sous-label de Kontor Records et crédité Bob Marley vs. Funkstar De Luxe. Le producteur était le premier à recevoir l'autorisation de la succession de Marley pour sortir des remixes officiels des dernières musiques du chanteur (bien que les remixes de Marley ont circulé dans les clubs du monde depuis des années comme bootleg).
La chanson atteint la première place du Hot Dance Club Play Chart aux États-Unis, et a débuté à la troisième place au UK Singles Chart au Royaume-Uni. Il obtient un succès en Europe en atteignant le top 10 en Belgique, en Finlande, en Irlande, en Norvège et en Suisse. Il est certifié disque d'argent en France pour 125 000 exemplaires vendus.
Le vidéo clip a été réalisée par Niels Birkemos.

### Titres
1. "Sun Is Shining" (Radio De Luxe Edit)	- 3:59
2. "Sun Is Shining" (ATB Airplay Mix) - 3:48
3. "Sun Is Shining" (Rainbow Mix) - 6:03
4. "Sun Is Shining" (ATB Club Mix) - 6:55
5. "Sun Is Shining" (Funkstar Club Mix) - 8:14

### Classements
| Classement (1999-2000)                  | Meilleure position |
| --------------------------------------- | ------------------ |
| Australie (ARIA)                        | 28                 |
| Autriche (Ö3 Austria Top 40)            | 23                 |
| Belgique (Flandre Ultratop 50 Singles)  | 7                  |
| Belgique (Wallonie Ultratop 50 Singles) | 10                 |
| Canada (RPM Dance Charts)               | 1                  |
| Canada Top Singles (RPM Top Singles)    | 28                 |
| Danemark (IFPI)                         | 4                  |
| Europe (Eurochart Hot 100)              | 6                  |
| États-Unis (Dance Club Songs)           | 1                  |
| Finlande (Suomen virallinen lista)      | 8                  |
| France (SNEP)                           | 12                 |
| Allemagne (Media Control AG)            | 19                 |
| Irlande (IRMA)                          | 7                  |
| Italie (FIMI)                           | 12                 |
| Pays-Bas (Nederlandse Top 40)           | 7                  |
| Nouvelle-Zélande (RMNZ)                 | 11                 |
| Norvège (VG-lista)                      | 8                  |
| Espagne (PROMUSICAE)                    | 6                  |
| Suède (Sverigetopplistan)               | 17                 |
| Suisse (Schweizer Hitparade)            | 7                  |
| Royaume-Uni (UK Singles Chart)          | 3                  |